# Baltic Queen
Il Baltic Queen è un traghetto appartenente alla compagnia di navigazione estone Tallink.

## Servizio
Varato e battezzato il 5 dicembre 2008 nel cantiere navale STX Europe di Rauma con il nome di Baltic Queen e consegnato il 16 aprile 2009 alla Tallink, giunge il 23 aprile a Tallinn, dove viene aperto al pubblico. Il giorno successivo prende servizio nei collegamenti tra Tallinn, Mariehamn e Stoccolma.
Dal 26 novembre al 19 dicembre 2009 opera nei collegamenti tra Stoccolma, Långnäs e Turku. Dal giorno successivo torna ad operare sulla propria rotta.
Dal 31 ottobre all'11 novembre 2010 torna ad operare nei collegamenti tra Stoccolma, Långnäs e Turku. Dal giorno successivo torna ad operare sulla propria rotta.
Il 7 agosto 2014 viene trasferito nei collegamenti tra Helsinki e Tallinn.
Dal 10 al 21 aprile 2016 viene impiegato nei collegamenti tra Stoccolma, Mariehamn, Långnäs ed Helsinki. Dal giorno successivo torna in servizio sulla Helsinki-Tallinn.
Il 13 dicembre 2016 viene trasferito nei collegamenti tra Tallin, Mariehamn e Stoccolma.
Dal 14 al 20 e dal 23 al 27 settembre 2020 opera nei collegamenti tra Helsinki e Riga. Il giorno seguente viene disarmato a Tallinn.
Dal 29 ottobre al 4 novembre 2020 viene impiegato nei collegamenti tra Helsinki e Tallinn in sostituzione dello Star. Successivamente, torna in disarmo a Tallinn.
Dal 7 luglio 2021 torna in servizio nei collegamenti tra Tallinn, Mariehamn e Stoccolma, dove opera tutt'oggi.

## Navi gemelle
- Galaxy I
- Baltic Princess